# Amorpha californica
Amorpha californica är en ärtväxtart som beskrevs av John Torrey och Asa Gray. Amorpha californica ingår i släktet segelbuskar, och familjen ärtväxter.

## Underarter
Arten delas in i följande underarter:
- A. c. californica
- A. c. napensis

## Bildgalleri

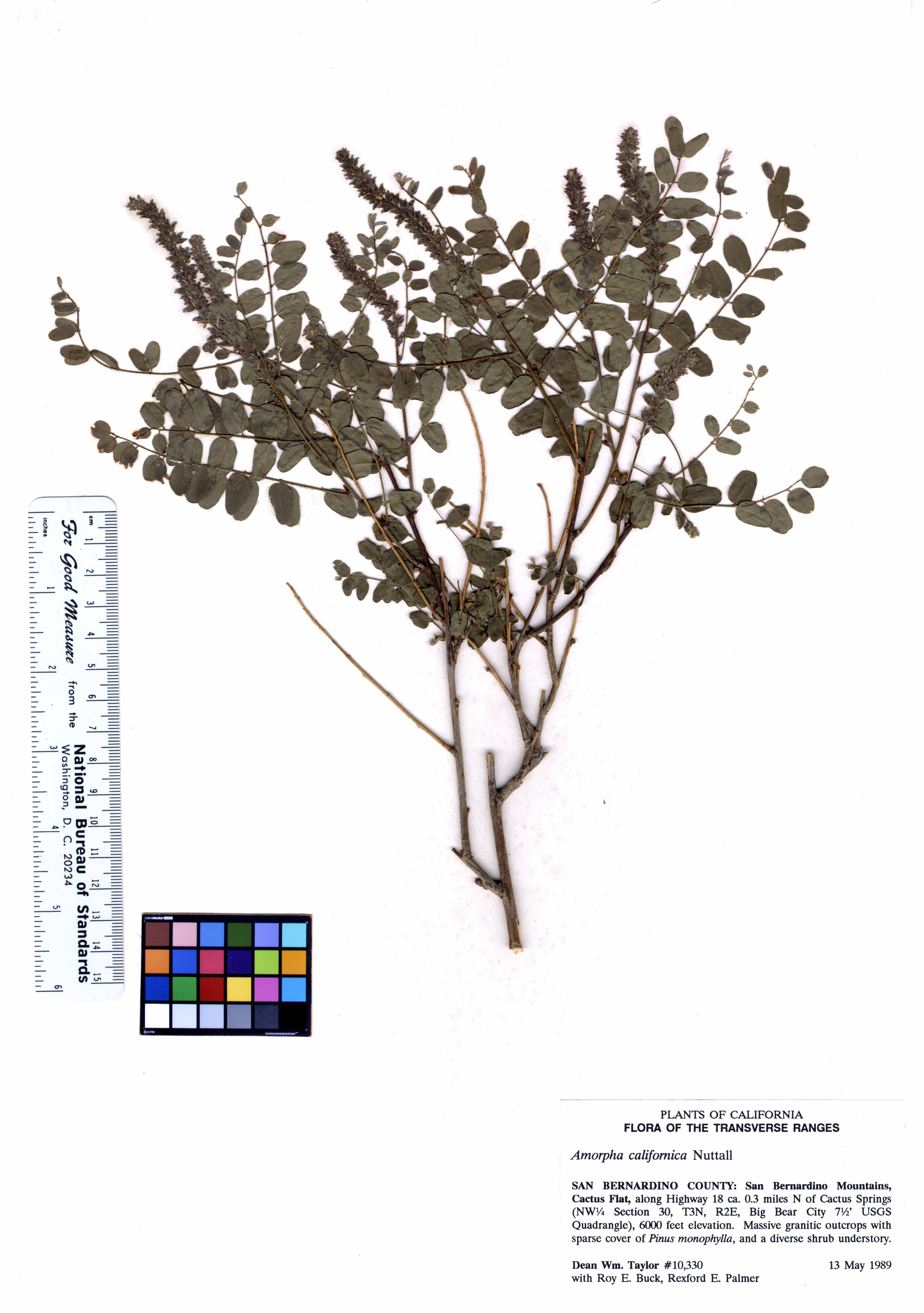
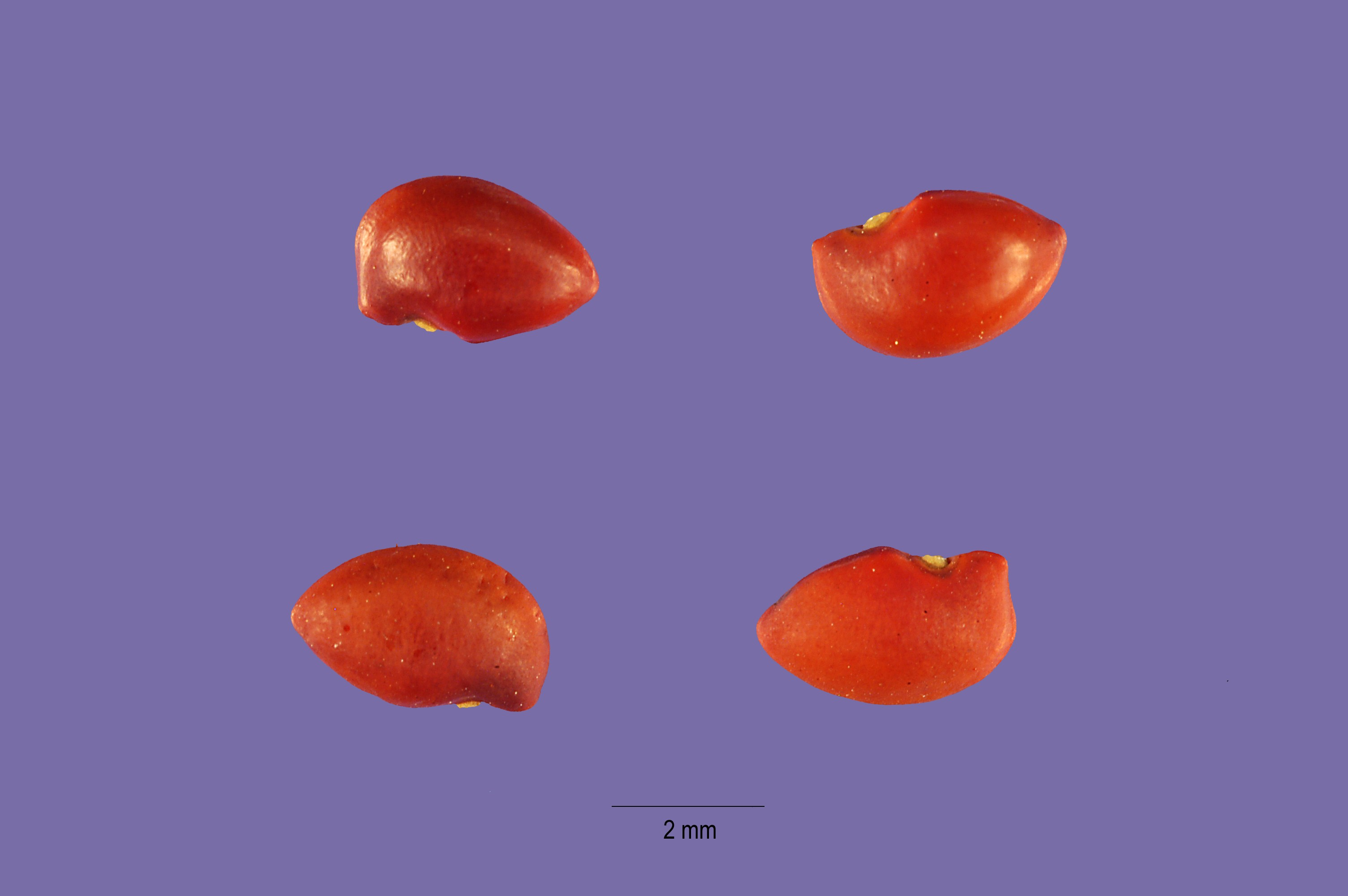